# Маркс, Йозеф
Йозеф Руперт Рудольф Маркс (нем. Joseph Rupert Rudolf Marx; 11 мая 1882, Грац — 3 сентября 1964, Вена) — австрийский композитор, педагог, музыкальный критик.

## Биография
Начал учиться музыке у своей матери, затем продолжил образование в музыкальной школе Иоганна Бувы, где учился игре на фортепиано и на скрипке. Из-за нежелания семьи одобрить его музыкальную карьеру поступил в Грацский университет, где изучал сначала право, а затем философию. По окончании университета занимался исследованием психологии восприятия музыки под руководством Витторио Бенусси, в 1909 году защитил в Грацском университете докторскую диссертацию «О функции интервала, гармонии и мелодии в восприятии звуковых комплексов» (нем. Über die Funktion von Intervall, Harmonie und Melodie beim Erfassen von Tonkomplexen). Встречаются утверждения о том, что именно в научных работах Маркса конца 1900-х гг. впервые употреблён термин «атональность». В 1907 году недолгое время изучал композицию под руководством Эриха Вольфа Дегнера.
В 1914—1952 годах профессор теории музыки и композиции Венской академии музыки, в 1922—1924 годах её директор, затем в 1924—1927 годах, после реорганизации, ректор. В 1927—1930 годах одновременно преподавал композицию в Анкаре, выступил консультантом турецкого правительства при создании Анкарской консерватории. В 1934 году опубликовал учебник гармонии. Среди многочисленных учеников Маркса — Иоганн Непомук Давид, Асен Найденов, Финн Хёфдинг, Енё Такач, Альфредо Санджорджи. В 1931—1938 гг. публиковался как музыкальный критик в газете Neues Wiener Journal: выступая с консервативных позиций, подвергал резкой критике Арнольда Шёнберга и его окружение, Пауля Хиндемита, Игоря Стравинского. Статьи Маркса составили сборник «Наблюдения романтического реалиста» (нем. Betrachtungen eines romantischen Realisten; 1947), в 1964 году он выпустил сборник статей по музыкальной теории «Мировой язык — музыка» (нем. Weltsprache Musik).
В 1930—1938 и 1947—1964 годах был председателем Австрийского союза композиторов. Почётный гражданин Граца (1932) и Вены (1947), почётный доктор Венского университета (1947), почётный член Австрийской академии наук (1956).

## Творчество
Уже к 1900 году Маркс, будучи самоучкой, сочинил ряд органных и фортепианных пьес, в которых синтезировал позднеромантическое направление Макса Регера с импрессионизмом Клода Дебюсси, в дальнейшем к этому синтезу добавилось влияние экспрессионистской музыки Александра Скрябина. Обращение Маркса к жанру песни связано с влиянием Хуго Вольфа: в 1908—1912 году он написал около 150 песен, что принесло ему довольно широкую известность. В 1911—1918 гг. среди сочинений Маркса преобладала камерная музыка, в 1919—1932 гг. оркестровая.